# Рајко Јокановић
Рајко Јокановић (Београд, 27. новембар 1971) бивши је српски одбојкаш, играо је на позицији техничара. На Олимпијским играма 1996. био је члан репрезентације СР Југославије која је освојила бронзану медаљу. Са репрезентацијом је постао Европски првак 2001. Освајач је купа Француске 2008. и Купа СР Југославије 1993. и 1994.

## Клубови
- 1991-98  Црвена звезда
- 1998-00  Мерсер
- 2000-02  Бајер Вупертал
- 2002-04  Туркоан
- 2004-09  Бове
- 2009-12  Ница